# Мендзилесе
Мендзиле́се (пол. Międzylesie — Мєндзилєсє, чеськ. Mezilesí, нім. Mittelwalde) — місто в південно-західній Польщі, на річці Ниса-Клодзька.
Належить до Клодзького повіту Нижньосілезького воєводства.

## Демографія
Демографічна структура станом на 31 березня 2011 року:
|          | Загалом | Допрацездатний вік | Працездатний вік | Постпрацездатний вік |
| -------- | ------- | ------------------ | ---------------- | -------------------- |
| Чоловіки | 1352    | 259                | 972              | 121                  |
| Жінки    | 1403    | 223                | 837              | 343                  |
| Разом    | 2755    | 482                | 1809             | 464                  |